# Leucocelis holdhausi
Leucocelis holdhausi är en skalbaggsart som beskrevs av Moser 1913. Leucocelis holdhausi ingår i släktet Leucocelis och familjen Cetoniidae. Inga underarter finns listade i Catalogue of Life.